# 일직면
일직면(一直面)은 대한민국 경상북도 안동시의 면이다. 면사무소 소재지는 중앙통길 12(운산리 97-4번지).

## 연혁
- 신라 시대에는 직성현이었다.
- 조선 시대에는 일직현이 되었으며 안동부의 속현이었다.
- 1895년 5월 26일 : 일직면이 되었다.
- 1914년 3월 1일 : 원동면과 원서면을 일직면으로 병합

## 지리 및 지질
안동시 남부에 위치한 면이며, 대략 남-북 방향의 미천이 흐른다. 중앙고속도로의 남안동 나들목과 중앙선 철도의 운산역이 소재하고, 국도 제5호선이 남북으로, 국지도 제79호선과 지방도 제914호선이 동서로 지난다.
일직면 내 대부분의 지역에 경상 누층군 하양 층군의 최하위 지층인 일직층(Khil; Kyeongsang supergroup Hayang group iljik formation, 一直層)이 분포한다.

## 행정 구역
| 법정리 | 행정리                    | 비고                   |
| ------ | ------------------------- | ---------------------- |
| 광연리 | 광연리                    |                        |
| 구천리 | 구천리                    |                        |
| 국곡리 | 국곡리                    |                        |
| 귀미리 | 귀미1리, 귀미2리          |                        |
| 망호리 | 망호1리, 망호2리, 망호3리 |                        |
| 명진리 | 명진1리, 명진2리          |                        |
| 송리리 | 송리1리, 송리2리          |                        |
| 용각리 | 용각리                    |                        |
| 운산리 | 운산리                    | 면 행정복지센터 소재지 |
| 원리   | 원리                      |                        |
| 원호리 | 원호1리, 원호2리          |                        |
| 조탑리 | 조탑리                    |                        |
| 평팔리 | 평팔1리, 평팔2리          |                        |

## 교육 기관
- 일직초등학교 (원호리)
  - 평촌분교 (폐교) - 평팔명진길 201 (명진리)
- 일직남부초등학교 (폐교) - 성남길 119 (망호리)
- 일직중학교 (귀미리)

## 문화재
- 안동 구리의 측백나무 자생지

## 교통
- 중앙선 운산역
- 중앙고속도로 안동 분기점
- 중앙고속도로 남안동 나들목
- 서산영덕고속도로 안동 분기점